# Liste der Kulturdenkmäler in Drees
In der Liste der Kulturdenkmäler in Drees sind alle Kulturdenkmäler der rheinland-pfälzischen Ortsgemeinde Drees aufgeführt. Grundlage ist die Denkmalliste des Landes Rheinland-Pfalz (Stand: 17. Juli 2023).

## Einzeldenkmäler
| Bezeichnung                                        | Lage                                   | Baujahr                            | Beschreibung                                                                                    | Bild                           |
| -------------------------------------------------- | -------------------------------------- | ---------------------------------- | ----------------------------------------------------------------------------------------------- | ------------------------------ |
| Wohnhaus                                           | Hauptstraße, zu Nr. 5 Lage             | zweite Hälfte des 19. Jahrhunderts | Fachwerkhaus einer Hofanlage, teilweise massiv, zweite Hälfte des 19. Jahrhunderts              | BW                             |
| Katholische Filialkirche St. Antonius und Bernhard | Kapellenweg 2 Lage                     | 17. Jahrhundert                    | Chor aus dem 17. Jahrhundert, zweiachsiger Saal, spätes 18. Jahrhundert                         | weitere Bilder Fotos hochladen |
| Wegekreuz                                          | südöstlich des Ortes an der K 93 Lage  | 1646                               | Nischenkreuz, Basalt, bezeichnet 1646                                                           | BW                             |
| Wegekapelle                                        | südwestlich des Ortes an der K 92 Lage | 18. Jahrhundert                    | Wegekapelle; Putzbau, wohl aus dem 18. Jahrhundert; Nischenkreuz, Basalt, bezeichnet 16[x]5 (?) | BW                             |